# Umiljato oko moje
Album srbske pevke Dragane Mirković iz leta 1985, ki ga je posnela v 17. letu.

## Seznam pesmi in avtorjev
- Umiljato oko moje (N.Urosevic - J.Urosevic - N.Nikolic - T.Miljic)
- Zaljubila se devojcica (N.Urosevic - R.Stokic - N.Nikolic)
- Ne vracam se starim ljubavima (N.Urosevic - J.Urosevic - T.Miljic - N.Nikolic)
- Povedi me (N.Urosevic - J.Urosevic - N.Nikolic)
- Cudan neki mali (N.Urosevic - J.Urosevic - T.Miljic)
- Pored mene docekaces stotu (N.Urosevic - J.Urosevic - N.Nikolic)
- Bila sam naivna (N.Urosevic)
- Ispleli smo venac ljubavi (N.Urosevic - J.Urosevic - T.Miljic - N.Nikolic)